# Phillip Wheeler
Phillip Wheeler, född 23 april 2002 i Rumson, New Jersey i USA, är en amerikansk-puertoricansk professionell basketspelare (PF) som spelar för Philadelphia 76ers i National Basketball Association (NBA).
Han har också spelat i Argentina, Italien och Puerto Rico.
Wheeler blev aldrig NBA-draftad.